# Microsoft Partner Network
Microsoft Partner Network или MPN — глобальная партнерская программа корпорации Microsoft для компаний, которые работают в сфере IT и предоставляют услуги и решения на базе продуктов Microsoft. Ранее была известна как Microsoft Partner Program или MSPP.

## История
Программа Microsoft Certified Solution Provider была запущена в 1992 году.
В марте 2000 года Йен Рогофф стал вице-президентом Microsoft Worldwide Partner Group.
Программа сертифицированных партнеров Microsoft запустилась в 2000 году.
В 2001 году компания Microsoft решила вложить 500 млн. долларов в развитие проектов партнерства. В ноябре 2001 Роза Гарсия заняла позицию руководителя Microsoft Worldwide Partner Group, а в 2002 её заменила Эллисон Уотсон.
В 2003 году Microsoft продолжила активное инвестирование в партнерскую программу. Около 5000 независимых поставщиков ПО стали подписчиками программы ISV Empower. За год компания увеличила количество штатных технических специалистов для работы с партнерами от 700 до 2400. В этот период отраслевые программы были централизованы в Microsoft Partner Program. Процесс включил в себя объединение разных типов поставщиков (OEM, ISV, VAR), а также консультантов в рамках единой программы.
В 2004 инвестиции Microsoft в программу составили 1,7 миллиарда долл.
С июля 2010 года Джон Роскилл возглавил Microsoft Worldwide Partner Group. В конце 2010 года официально запустилась Microsoft Partner Network и стала заменой для Microsoft Partner Program.
1 сентября 2013 года программу возглавил Фил Сорген (на тот момент проработавший в Microsoft 17 лет).

## Структура Microsoft Partner Network
Участниками партнерской программы могут быть системные интеграторы, оригинальные производители оборудования, независимые поставщики программного обеспечения, VAR, операторы связи, хостинговые и  маркетинговые компании.
В структуре Microsoft Partner Network существуют разные уровни участия. На начальном уровне участники партнерской программы регистрируют свою компанию и получают доступ к инструментам маркетинга и поддержки, а также курсам для обучения сотрудников. Также у них есть возможность оформить подписку Microsoft Action Pack (MAPS). Она предоставляет доступ к программному обеспечению Microsoft. Также партнеры могут разместить свой профиль в системе MS Pinpoint.
ИТ компании с большим опытом и экспертизой могут претендовать на получение компетенции уровня Silver или Gold в одной или нескольких из 26 областей.

## Отличие между Partner Network и Certification Program
Microsoft Partner Network дает возможность взаимодействовать с Microsoft и строить бизнес на основе её продуктов. В свою очередь, индивидуальные сертификатные программы (например, Microsoft Certified Professional) позволяют отдельным специалистам получить уровень профессиональной сертификации в продуктах Microsoft.

## См.также
- Сертифицированный профессионал Microsoft